# Ricardo Sepúlveda y Planter
Ricardo Sepúlveda y Planter (Zaragoza, 1846-Madrid, 1909) fue un escritor español.

## Biografía
Nacido en Zaragoza el 27 de diciembre de 1846 y doctor en Derecho, fue secretario del Banco de Castilla y autor de numerosas obras de investigación histórica y literaria, entre ellas Madrid viejo: crónicas, avisos, costumbres, leyendas y descripciones de la villa y corte en los siglos pasados (1887).
Fue redactor o colaborador de El Cascabel, La Cosa Pública, Los Niños, El Día, La Época, El Bazar, El Museo Universal, La Niñez, La Gran Vía, Blanco y Negro, La Ilustración Española, Para Todos y Gente Vieja. Fallecido en Madrid el 30 de noviembre de 1909, era hermano del periodista y cronista Enrique Sepúlveda y tío de la también escritora María Sepúlveda.